# Sâncel, Alba
Sâncel (în maghiară Szancsal, germană Simtschal) este satul de reședință al comunei cu același nume din județul Alba, Transilvania, România.

## Istoric
Localitatea este atestată documentar pentru prima dată într-un document din anul 1252, prin care Capitlul Bisericii din Alba Iulia arată că fiii comitelui Martin au vândut comitelui Herbord și fratelui său Laurențiu, jumătate din moșia Sâncel („terra Zonchel”). Este de presupus că așezarea exista și înainte de această dată, având în vedere că documentul respectiv mentioneaza că „pe vremea fericită” acest pământ „hrănea trei sate”.
Ulterior numele satului reapare în alte documente, care întăresc atestarea din vechime a satului: 
- contractul din anul 1271 prin care regele Ștefan al V-lea al Ungariei (1270-1272), aprobă vânzarea a două moșii (Sâncelul și Blajul) între comiții Tell din Brașov și Chyel din Câlnic;
- două acte de proprietate din 1315 și 1341;
- documentul din anul 1347 prin care Petru, vice-voievodul Transilvaniei, cere Capitulului din Alba Iulia să-și trimită omul de mărturie pentru stabilirea hotarului moșiei Sâncel.
Sâncelul era un sat de iobagi, așa cum reiese din documentele vremii, și împreuna cu Blajul și alte sate din jur, aparținea de comitatul Cetatea de Baltă până în secolul al XV-lea când Iancu de Hunedoara (voievodul Transilvaniei), îl alipește comitatului Alba (în anul 1451).
După stabilirea Episcopiei Făgărașului la Blaj, în anul 1737, istoria satului Sâncel și a celor din jur va fi marcată de istoria Blajului, care va avea un ecou important în destinele poporului român.
La evenimentele istorice din 1848, sâncelenii au participat cu entuziasm, în acele zile de deșteptare națională, fapt care a atras după sine măsuri drastice din partea autorităților, dându-se foc satului, 16 locuitori fiind uciși în timpul represaliilor.
Al doilea deceniu al secolului al XX-lea le aduce sâncelenilor, ca și întregii omeniri, cumplita nenorocire a primului război mondial, unde mulți dintre ei, tineri și vârstnici, au trebuit sa lupte în rândul armatelor austro-ungare. Mulți nu s-au mai întors acasă, numele eroilor căzuți pe front fiind scrise astăzi pe monumentul ridicat în cinstea lor în centrul satului.
După primul război mondial și pentru sânceleni a urmat o perioada de pace, de liniște și de prosperitate. În aceasta perioadă satul s-a întins, mai ales in timpul reformei agrare, în partea de sud-vest, care și astăzi poartă numele de “Satul ăl Nou”.
La Marea Adunare Națională de la Alba Iulia, sâncelenii au participat firesc, cu tot entuziasmul întreținut de Consiliul Național Român din Blaj.
Cel de-al doilea război mondial a fost prilejul prin care sâncelenii și-au adus din nou tributul lor de sânge, eroii neamului al căror nume este înscris pe monumentul din centrul satului, fiind mărturie pentru jertfa sîncelenilor.
După cel de-al doilea război mondial, întreaga înfățișare a satului s-a schimbat, apărând case noi, asemănătoare cu cele de la oraș. Unele din ulițele satului au fost aliniate și pietruite.
În anul 1963 s-a introdus curentul electric, iar în 1994 gazul metan astfel încât condițiile de viață ale locuitorilor sunt comparabile astăzi cu cele de la oraș.

## Personalități
- Vasile Bărbat (1925-1963), elev și student la școlile din Blaj, preot biritual (greco-catolic și romano-catolic)[necesită citare], călugăr iezuit, bibliotecar al Institutului Pontifical Oriental (PIO).

## Date geografice
Sâncel este situat în partea de est a județului Alba, în bazinul râului Târnava Mică, aflându-se la o distanță de 48 km de reședința județului, municipiul Alba Iulia, 4 km de municipiul Blaj și 36 km față de municipiul Târnăveni.
Coordonatelor geografice care definesc așezarea satului sunt: paralela de 460 latitudine nordică, și meridianul 240 longitudine estică.
Din punct de vedere administrativ teritoriul comunei din care face parte satul Sâncel are în componență trei sate: Sîncel, reședință comunei, situat pe malul stâng al Târnavei Mici și satele Pănade și respectiv Iclod, situate pe malul drept al aceluiași râu. Față de reședința comunei celelalte două sate se află la o distanță relativ apropiată: 5 km satul Pănade și 1 km satul Iclod.
Suprafața comunei a cărei centru de comună este Sâncel, afltă în limitele perimetrului administrativ este de  5135 ha, reprezentând 0,82% din suprafața județului Alba.
Teritoriul comunei are următorii riverani:
- la vest, comunele Lopadea Nouă și Bucerdea Grânoasă;
- la est și nord-est, comuna Șona;
- sud-est, comuna Valea Lungă;
- la sud-vest, municipiul Blaj.
Principalele căi de comunicație sunt constituie din Drumul Județean 107, și calea ferată 307, ambele făcând legătura cu municipiul Blaj și municipiul Târnăveni. Localitatea Sâncel a fost racordată la rețeaua feroviară în anul 1896, odată cu darea în folosință a Căii ferate Blaj–Praid.

## Date geologice
Relieful caracteristic este dominat de unitățile geomorfologice sculptate de principalul curs de apă, Târnava Mică, și care fac parte din unitatea morfostructurală Podișul Târnavelor.
Din punct de vedere geologic, zona aparține Unității de Vorland a Podișului Transilvaniei, formațiunile care apar la zi pe teritoriul comunei fiind constituite din depozite sedimentare de vîrstă Miocen-Pliocen, cu structură de tip monoclin, foarte puțin afectate tectonic.
Zonele de interfluvii alternează cu cele de versant, pe alocuri cu pante destul de accentuate și zone depresionare.
Altitudinea maximă este situată în vârful Zăpadia Mare (532,8 m, iar cea  minimă în lunca Târnavei Mici, 250 m.
Înclinarea versanților din această regiune este de 20 în podurile de terasă și luncă, iar pe versanți depășește 150.
Relieful cuprinde patru terase dispuse astfel:
- Terasa I și II, de-a lungul Târnavei Mici, în partea dreaptă (sporadic) și respectiv stângă a acestuia, intrând uneori în contact cu lunca;
- Terasa a III-a este cea mai bine reprezentată, iar la nivelul terasei a IV-a se află o largă înșeuare, legată de fenomene de captare.
Pe teritoriul acestei localități se găsesc izvoare sărate.

## Clima
Clima satului Sâncel are un caracter continental temperat, relativ blând. Curenții de aer care circulă dinspre vest îndeosebi fönul, au urmări pozitive asupra culturilor agricole.
Se constată că în cursul anului temperatura cea mai ridicată se înregistrează în luna iulie (20,6 grade celsius) în medie, iar cea mai scăzută în ianuarie (-2,7 grade celsius) în medie, temperatura multianuală ajunge la circa 9 grade celsius.
Iarna aerul continental rece coboară valorile minime ale temperaturii până la –32 grade celsius, iar vara aerul cald, de natură mediteraneană, ridică valorile maxime la peste 35 grade celsius.Temperaturile mai scăzute de-a lungul Târnavei Mici sunt datorate staționării maselor de aer mai rece care determină prin presiune o suprarăcire. Acest fenomen conduce la apariția frecventă a ceții în lunca Târnavei, în vreme ce pe versanții deasupra luncii predomină cerul senin. Cantitățile de precipitații căzute în timpul anului ajung la o cantitate anuală medie de 600 mm. Când precipitațiile scad sub 450 mm, anii sunt secetoși, dar în decursul vremii s-au consemnat și ani ploioși, cu precipitații ridicate la 650 mm. De obicei, în luna iunie se intensifică confluența aerului atlantic și ploile torențiale aduc pe pământ mari cantități de apă. În schimb, în cursul primăverii și toamnei se remarcă intensitatea mică și durata mare a căderilor de precipitații lichide. La 12 iulie 1941 s-a înregistrat în 24 ore o cantitate maximă de apă de 82 mm pe m2, fenomen imprimat de „caracterul de tip continental al ploilor”. Iarna precipitațiile solide căzute sub forma stratului de zăpadă ajung la grosime medie și persistă 60 de zile. Vântul predominant  bate dinspre nord-est și dinspre sud-vest. Vântul sud-vestic reprezintă foenul, pornit în urma încălzirii și uscării aerului ce, coboară pe versanții estici ai Munților Trascăului. Vântul de nord-est se numește ,,turdeanul” și bate rece în cursul toamnei. 
Clima blândă contribuie la crearea condițiilor optime de locuire a omului încă din zorii preistoriei, de cultivare a plantelor și de creștere a animalelor.

## Vechea mănăstire
În 1759 trăia în mănăstirea de aici un călugăr-preot Inochentie. La 19 martie 1762 episcopul Petru Pavel Aron scria baronului Dittrich, că mănăstirea e foarte mică: o capelă (făcută de un „ascet") care abia poate cuprinde 10-12 oameni.

## Obiectiv memorial

Bustul lui Eminescu

Monumentul Eroilor Români din Primul și Al Doilea Război Mondial. Monumentul este amplasat în centrul localității, lângă biserică, fiind ridicat în memoria eroilor români din cele Două Războaie Mondiale, în anul 1944. Monumentul este realizat din beton, fiind așezat pe un postament în două trepte. Deasupra acestuia se află o bază în formă de trunchi de piramidă, continuată cu un obelisc, prevăzut în partea superioară cu o cruce treflată. Pe fața obeliscului este un scurt înscris comemorativ: „EROII NEAMULUI“, în timp ce, pe latura de vest scrie: „Morți pe câmpul de luptă în Războiul Mondial 1914-1918“, iar pe cea de sud scrie: „Morți în războiul 1941- 1945“.